# Hybomitra agnitionalis
Hybomitra agnitionalis är en tvåvingeart som först beskrevs av Austen 1922.  Hybomitra agnitionalis ingår i släktet Hybomitra och familjen bromsar.
Artens utbredningsområde är Israel. Inga underarter finns listade i Catalogue of Life.